# Рудницкий (посёлок)
Рудницкий — поселок в Суражском районе Брянской области в составе Влазовичского сельского поселения.

## География
Находится в северо-западной части Брянской области на расстоянии приблизительно 13 км на юго-запад по прямой от районного центра города Сураж.

## История
Известен с 1920-х годов. До Великой Отечественной войны преобладало украинское население. В середине XX века работал колхоз «Вечерняя заря». На карте 1941 года отмечен как поселение с 26 дворами.

## Население
Численность населения: 110 человек (1926 год), 14 (русские 100 %) в 2002 году, 8 в 2010.